# Схелде
Схелде (на нидерландски: Schelde, понякога транскрибирано и като Шелда; на френски: Escaut, Еско) е река в Северна Франция (департаменти Ен и Нор), Западна Белгия (провинции Ено, Западна Фландрия, Източна Фландрия и Антверпен) и Югозападна Нидерландия (провинция Зеландия), вливаща се в Северно море. Дължина 355 km (с естуара Вестерсхелде 430 km), площ на водосборния басейн 21 860 km².

## Географска характеристика
Река Схелде води началото си на 98 m н.в. под името Еско, на 14 km северно от град Сен Кантен, в северозападната част на департамента Ен, във Франция. Цялото течение на Схелде наподобява латинската буква „S“, като тече в широка и плитка долина с бавно и спокойно течение през равнините на историко-географската област Фландрия. В горното си течение, на територията на Франция (180 km) тече в северозападна посока, като след устието на левия си приток Скарп напуска Франция и вече под името Схелде навлиза на белгийска територия. След град Турне постепенно завива на север и североизток, а след град Гент – на изток-североизток. При град Антверпен се насочва на северозапад и след 20 km преминава на нидерландска територия, където завива на запад и образува големия естуар Вестерсхелде (дължина 75 km, ширина от 2 до 8 km). До 1867 г. Схелде се е вливала едновременно в естуара Вестерсхелде и в разположеният северно от него естуар Остерсхелде. Естуарът Вестерсхелде завършва при нидерландския град Флисинген, където се влива в Северно море.
Водосборният басейн на Схелде обхваща площ от 21 860 km². Речната ѝ мрежа е двустранно развита с еднакво дълги и пълноводни леви и десни притоци. На изток, югоизток и северозапад водосборният басейн на Схелде граничи с водосборните басейни на реките Маас, Изер и други по-малки, вливащи се в Северно море, а на юг и югозапад – с водосборните басейни на реките Сома, Оти и Канш, вливащи се протока Ламанш.
Основни притоци:
- леви – Скарп (102 km, 1322 km²), Лейе (Лис, 202 km, 3910 km²);
- десни – Ронел (32 km), Дандър (65 km), Рюпел (12 km, с Дил 86 km и Нете 98 km).[1]

Река Схелде има предимно дъждовно подхранване с почти целогодишно пълноводие, с максимум през зимата. Среден годишен отток в устието 120 m³/sec. Почти по цялото си протежение коритото ѝ е оградено с високи водозащитни диги против наводнения. Нагоре по течението ѝ, до град Гент, навлизат морските приливи, които в устието ѝ достигат амплитуда до 3,8 m.

## Стопанско значение, селища
Схелде протича през един от най-гъсто населените и индустриализирани райони на Западна Европа. Тя, заедно с по-големите си притоци (Скарп, Лейе, Дендер, Рюпел) и многобройните изкуствени канали, образува система от водни пътища, обслужваща белгийските текстилни центрове Гент и Кортрейк, промишлената агломерация Лил-Рубе-Туркоан във Френска Фландрия и Антверпен, второто по големина пристанище в Европа. Самата река е плавателна за плиткогазещи речни съдове до френския град Камбре, а до пристанището на Антверпен навлизат големи морски кораби. Системата от канали я свързват с реките Сома (канала „Дел“ и др.), Сена (през град Сен Кантен и реките Сома и Оаз) и Маас (каналите „Централен“, „Шарлеруа-Брюксел“, „Алберт“ и „Антверпен-Тюрнхаут“).
Долината на реката е гъсто заселена, като най-големите селища са градовете: Камбре, Денен и Валансиен във Франция; Турне, Ауденарде, Мерелбаке, Гент, Ветерен, Дендермонде и Антверпен в Белгия; Тернезен и Флисинген в Нидерландия.